# Liste der geänderten Ortsnamen in Guinea-Bissau nach 1974
Einige der ursprünglichen portugiesischen Ortsbezeichnungen (exonymische koloniale Oikonyme) in der früheren portugiesischen Kolonie von Guinea-Bissau erhielten im Zuge der Entkolonialisierungsbemühungen nach der Unabhängigkeit 1974 neue Namen.
Ohne Anspruch auf Vollständigkeit, werden im Folgenden die wichtigsten Umbenennungen aufgelistet, nach Regionen sortiert.
| Kolonialname           | heutiger Name | Region         | Namensursprung                           |
| ---------------------- | ------------- | -------------- | ---------------------------------------- |
| Vila de Nova Lamego    | Gabú          | Region Gabú    | die portugiesische Stadt Lamego          |
| Vila de Teixeira Pinto | Canchungo     | Region Cacheu  | der Kolonialoffizier João Teixeira Pinto |
| Aldeia Formosa         | Quebo         | Region Tombali | port. für „schönes Dorf“                 |

Dagegen blieben andere koloniale Ortsnamen bis heute unverändert, zum Beispiel
- Nova Sintra (Sektor Tite)
- São João (Sektor Tite)
- São Domingos (Sektor São Domingos)